# 車町 (仙台市)
車町（くるままち）は、宮城県仙台市宮城野区の町である。住居表示未実施地域。面積は0.012864732 平方キロメートル、住民基本台帳に基づく2021年（令和3年）1月1日現在の人口は475人。郵便番号は983-0863。

## 地理・歴史
仙台市の中央部、宮城野区の西端付近に位置する。住居表示未実施地域で、町内の地番は101番地と102番地のみである。
藩政時代に起源をもち、東七番丁（通り）の北端に位置し、二十人町（通り）と花京院通（現国道45号）に挟まれた通りの呼称であった。仙台城下町の一部で、正保年間（1645年 - 1648年）の絵図には職人・足軽屋敷が多く描かれ、一部武家屋敷もあった。安永年間（1772年 - 1781年）以降の絵図では町屋が描かれ、明治以降も個人商店の建ち並ぶ商業地として引き継がれた。
1970年代の車町は南部に個人商店が連なる商店街、北部に事業所が入り混じる飲食店・旅館街が形成されていた。1988年（昭和63年）度より着手された「仙台駅第二土地区画整理事業」により、土地の再編整理を経て、2015年（平成27年）度より現在の区画となった。近年はオフィスビルやマンションが集積し、居住人口が増加している。町内会組織として「車町通共栄会」がまちづくりの活動を行っている。
北は小田原一丁目、東は小田原山本丁、南は元寺小路、西は東六番丁・花京院通と接し、南東角で鉄砲町西と一点で接する。

### 小・中学校の学区
市立小・中学校に通う場合、学区は以下の通りとなる。
| 番・番地等 | 小学校         | 中学校     |
| ---------- | -------------- | ---------- |
| 全域       | 東六番丁小学校 | 五城中学校 |

### 沿革
- 1889年（明治22年）4月1日 - 市制施行により、仙台市車町となる[2]。
- 1989年（平成元年）4月1日 - 仙台市の政令指定都市化により、仙台市宮城野区車町となる。

### 人口の変遷
[世帯数： 、人口： 
| 1970年代           | 53世帯 196人  |
| 1995年（平成5年）  | 46世帯 113人  |
| 2000年（平成12年） | 34世帯 83人   |
| 2005年（平成17年） | 25世帯 40人   |
| 2010年（平成22年） | 29世帯 56人   |
| 2015年（平成27年） | 25世帯 57人   |
| 2021年（令和3年）  | 238世帯 475人 |

### 町名の由来
- 車輪や荷車の製造および修理を行う車大工が住まう大工町が置かれたことから、車町と称したことに由来する。
- 『封内風土記』によれば、町内の東秀院の境内にあった車地蔵に由来する[1]。東秀院は後に新寺小路（若林区）へ移転したが、車町の地名は残った[1]。

## 経済
2015年（平成27年）の国勢調査によると、15歳以上の就業者数は27人で、産業別では多い順に卸売業・小売業（9人・33.3%）、運輸業・郵便業（5人・18.5%）、学術研究・専門・技術サービス業（3人・11.1%）となっている。2014年（平成26年）の経済センサスによると、全事業所数は10事業所、従業者数は90人である。具体的には多い順に飲食料品小売業、技術サービス業、生活関連サービス業が各2、生産用機械器具製造業、映像・音声・文字情報制作業、宿泊業、医療業が各1事業所となっている。全10事業所のうち7事業所が従業員9人以下の小規模事業所である。

## 施設
- 飛鳥未来きずな高等学校仙台キャンパス[22]
- 仙台ウェディング&ブライダル専門学校[23]

## 交通
鉄道
最寄り駅はJR仙台駅である。
路線バス
最寄りバス停は仙台市営バス小田原一丁目バス停である。
道路
- 国道45号